# Веженка (река)
Веженка — река в России, протекает по Белёвскому району Тульской области. Правый приток Оки.

## География
Река Веженка берёт начало восточнее села Болото. Течёт на запад и впадает в Оку севернее города Белёв. Устье реки находится в 1239 км по правому берегу реки Оки. Длина реки составляет 18 км, площадь водосборного бассейна 97,7 км².

## Данные водного реестра
По данным государственного водного реестра России относится к Окскому бассейновому округу, водохозяйственный участок реки — Ока от города Орёл до города Белёв, речной подбассейн реки — бассейны притоков Оки до впадения Мокши. Речной бассейн реки — Ока.
Код объекта в государственном водном реестре — 09010100212110000018803.